# Leptochilus irwini
Leptochilus irwini är en stekelart som beskrevs av Parker 1966. Leptochilus irwini ingår i släktet Leptochilus och familjen Eumenidae. Inga underarter finns listade i Catalogue of Life.